# Bisagra flotante

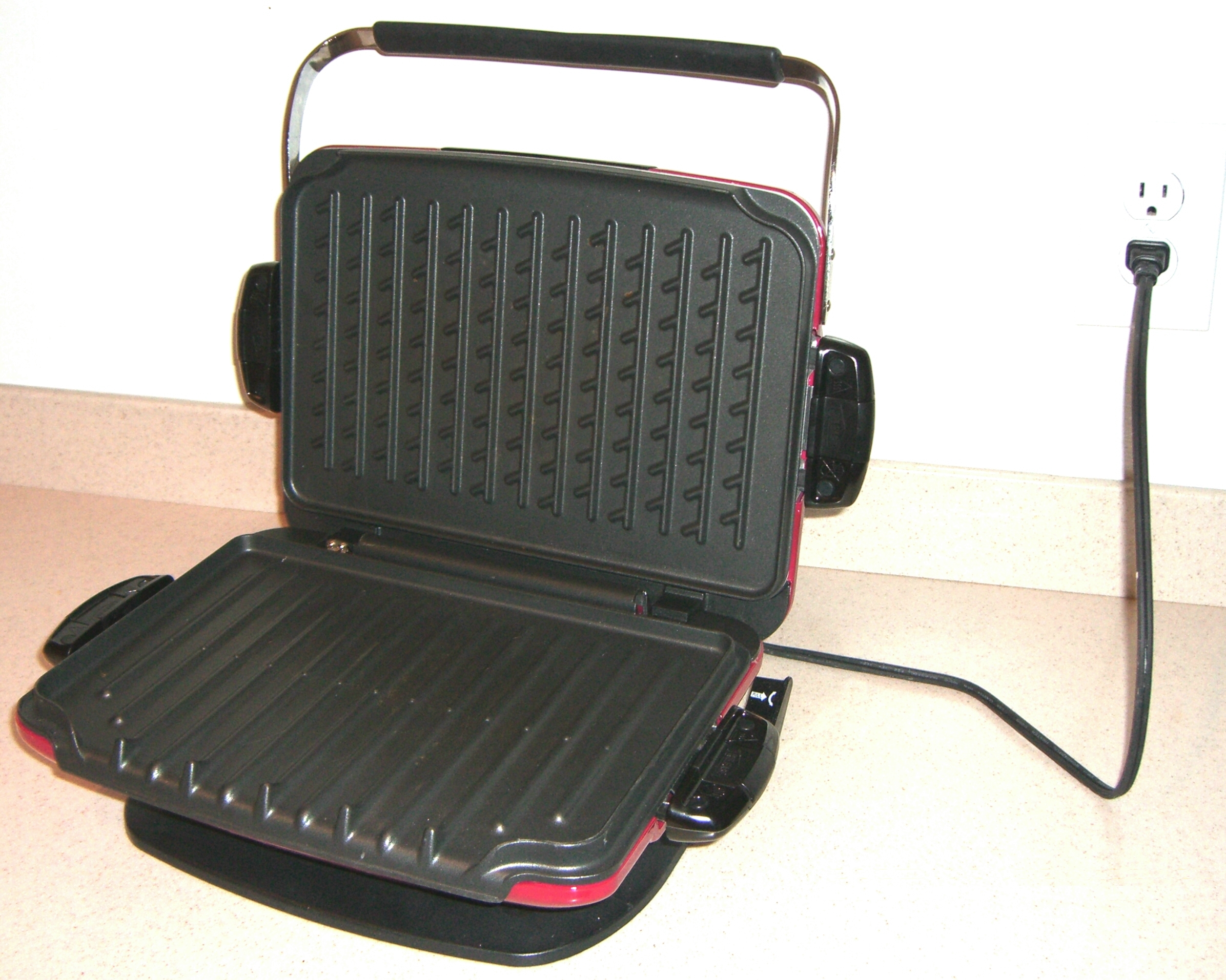
Parrilla con bisagra flotante.

Un bisagra flotante es una bisagra que, si bien se puede comportar como una bisagra normal, permite que uno de los objetos se aleje del otro, por lo tanto, flota. En realidad, la bisagra dispone de dos ejes paralelos de rotación, uno para cada objeto unido por la bisagra, y cada eje se puede desplazar con respecto a la posición del otro es decir, aumentar o disminuir la distancia que los separa, de manera que los objetos pueden permanecer paralelas entre sí.

## Usos

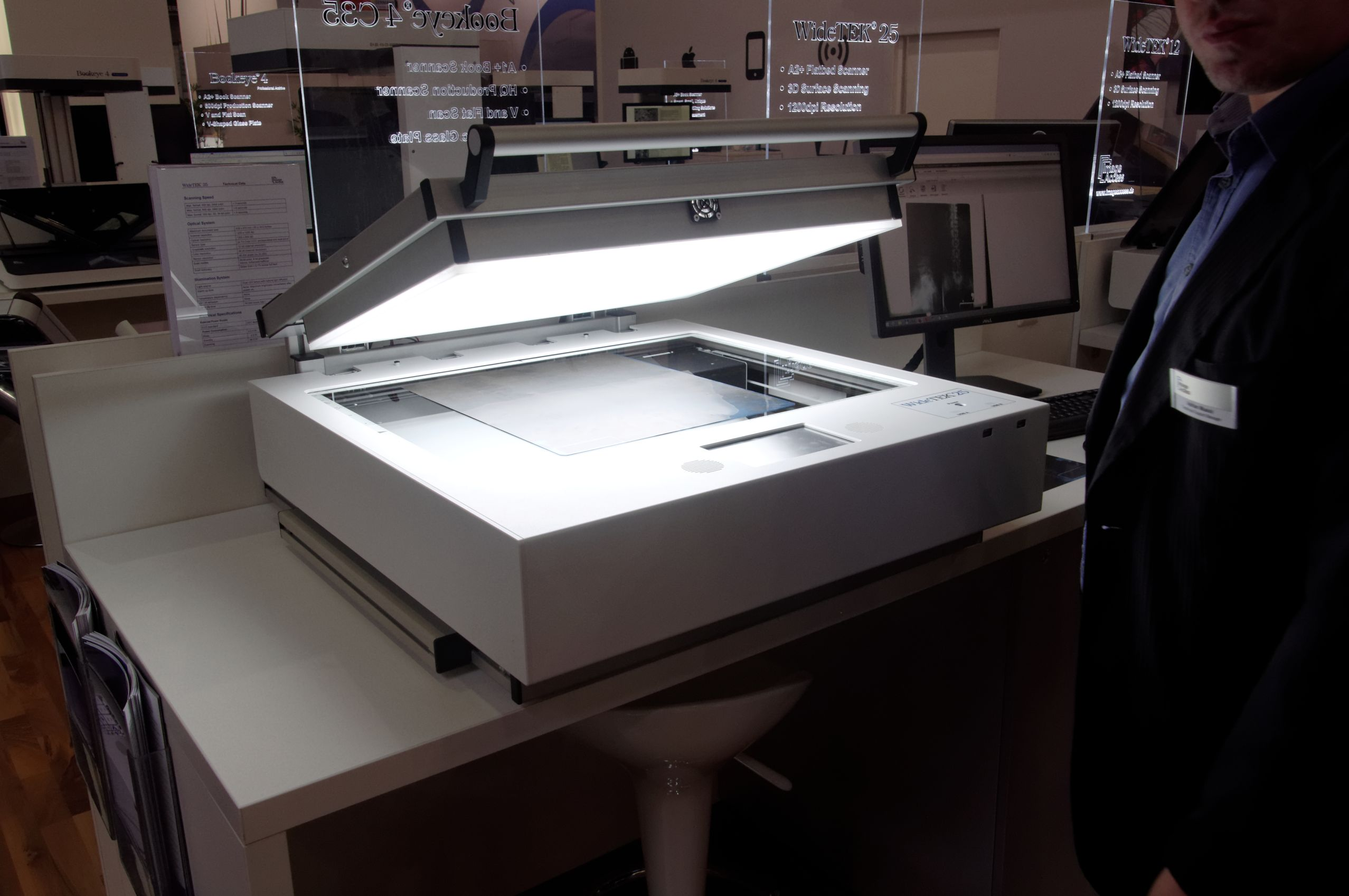
Scanner de libros con bisagra flotante.

Una de las aplicaciones prácticas en las que se utilizan las bisagras flotantes son las  parrillas eléctricas de cocina de doble plancha, que con dicho diseño permiten calentar ambos lados de una pieza gruesa de alimento sin aplastarlo. La bisagra flotante permite elevar la plancha superior de forma paralela a la base, que de otro modo quedaría inclinada respecto la parte superior del alimento (es decir: la plancha superior permanece paralela a la plancha inferior).
Otra aplicación de las bisagras flotantes son los  escáneres planos, que se han diseñado para poder escanear objetos gruesos como los libros encuadernados. El libro se puede colocar sobre el cristal, y la tapa superior del escáner con bisagras flotantes se baja sobre la tapa del mismo; el vidrio, el papel y la hoja pueden quedar en perfecto contacto. Si se hiciera con una bisagra normal colocada sobre un libro grueso, dejaría la cubierta en ángulo respecto al libro Una bisagra flotante adapta la tapa inclinada hasta el nivel de la cubierta del libro, por lo que la tapa permanece paralela al vidrio, pero se alza sobre él, la distancia necesaria.